# Varanus jobiensis
Il varano dalla gola pesca (Varanus jobiensis Ahl, 1932) è una specie della famiglia dei Varanidi originaria della Nuova Guinea. Appartiene al sottogenere Euprepiosaurus, come il varano delle mangrovie di Ceram e il varano di Finsch.

## Descrizione

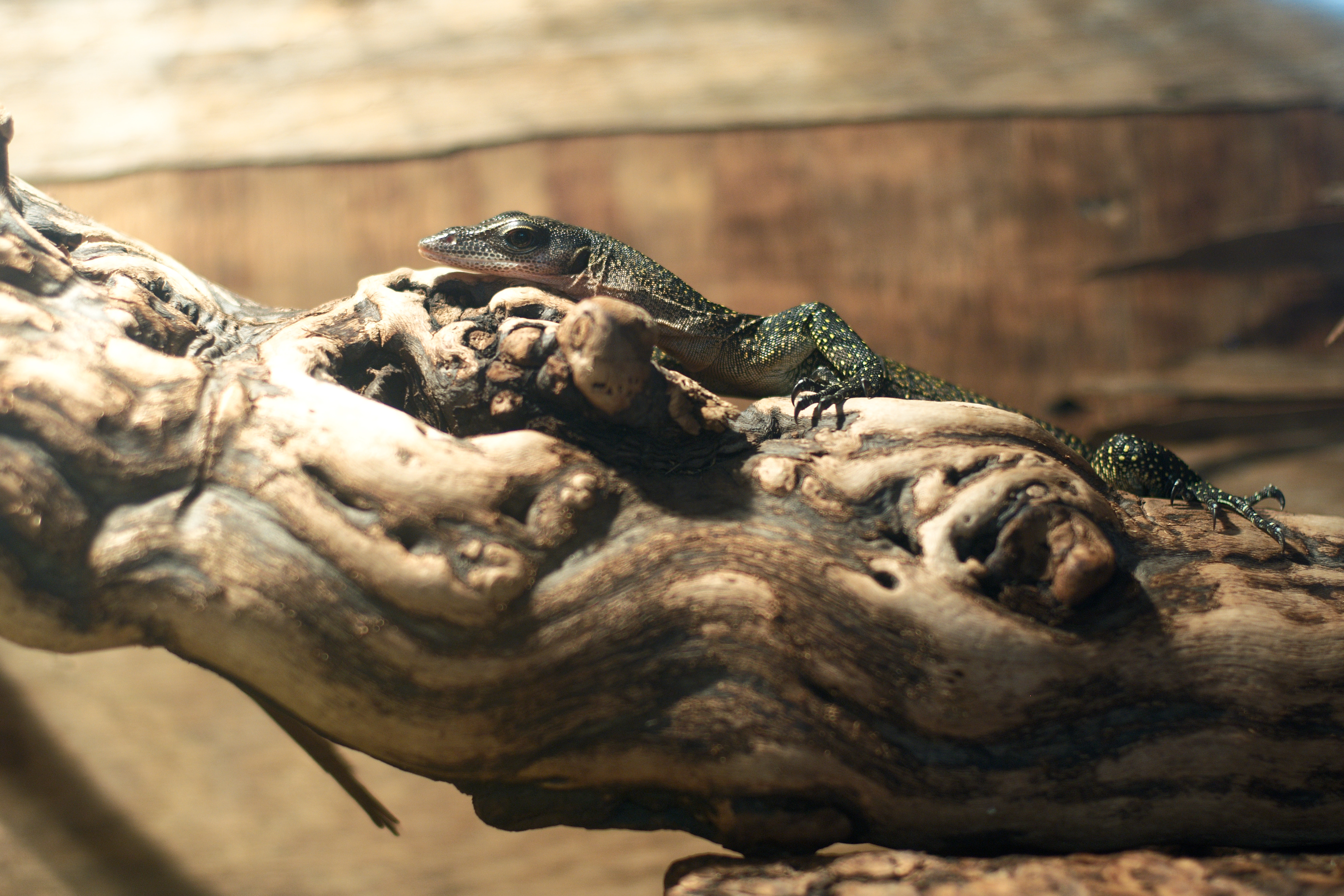
Un esemplare in un terrario.

Può raggiungere una lunghezza massima di 120 cm. La gola, così come indica il nome comune, è di colore variabile dal giallo-bianco al rosso.

## Distribuzione e habitat
Il varano dalla gola pesca si incontra in tutta la Nuova Guinea, specialmente lungo i corsi d'acqua, dove condivide l'habitat con un suo stretto parente, il varano delle mangrovie. La coda, compressa lateralmente, gli consente di nuotare molto bene. Tuttavia, non è così acquatico come il varano delle mangrovie.

## Biologia
Si nutre di insetti, rane, pesci d'acqua dolce e piccoli mammiferi. Alla nascita i piccoli misurano circa 27 cm.